# Памятник работникам Высокогорского механического завода, погибшим в годы Великой Отечественной войны
Памятник работникам Высокогорского механического завода, погибшим в годы Великой Отечественной войны — установлен в Нижнем Тагиле на площади перед зданием бывшего заводоуправления Высокогорского механического завода (улица Выйская, 70).
Высокогорский механический завод (ВМЗ) с момента его создания в 1915 году и до его закрытия в 2003 году занимался выпуском снарядов. Около 300 работников Высокогорского механического завода не вернулись с Великой Отечественной войны. В честь всех погибших на площади перед главной проходной завода 9 мая 1971 года торжественно открыт памятник заводчанам, погибшим в годы Великой Отечественной войны.
Памятник состоит из полуовального бетонного постамента, двух неравных открылков в виде полуокружностей, нижней плиты и скульптуры солдата — воина. Поверхность всех элементов памятника была облицована полированными мраморными плитами серого цвета, изготовленными заводом мраморных изделий из села Шабры, Полевского района Свердловской области (в последующем переоблицован в серый гранит Мансуровского месторождения). На большем из открылков выполненная выступающая по толщине и кверху тумба, где на плитах закреплена надпись: «Вечная память героям, погибшим в боях за свободу и независимость нашей Родины». Буквы выполнены из нержавеющей стали и анодированы. На вогнутой внутренней поверхности плит высечены в алфавитном порядке фамилии погибших. На тыльной стороне памятника закреплена мемориальная доска, на которой имеется надпись: «Памятник построен на средства трудящихся ордена Ленина Высокогорского механического завода. Автор памятника А. И. Обухов, скульптор М. П. Крамской. Открыт 9 мая 1971 года». Строительство памятника велось методом народной стройки на средства, собранные трудящимися завода. Исполнители художественно-технических работ художники ВМЗ — Валентин Сергеевич Безбородов и Юрий Михайлович Воропаев.
Центральный элемент мемориала — памятник солдату-освободителю — появился двумя годами позже. М. П. Крамской работал над ним более двух лет. Высота скульптуры солдата-освободителя составляет 10 метров (вместе с постаментом). Сама фигура создана из бетона, поверх которого выполнена выколотка медными листами методом чеканки и сварки.
На памятных досках в списке павших восстановлены имена около 300 человек. Трое заводчан были удостоены звания Героя Советского Союза: танкист В.А Вересков за смелость и отвагу, проявленные в боях за овладение городом Фастов (посмертно, во время боя за село Ивница Андрушевского района Житомирской области Украинской ССР Вересков получил тяжёлое ранение и скончался); М.Е Жбанов за успешное форсирование реки Днепр, прочное закрепление и расширение плацдарма на Западном берегу реки Днепр и проявленные при этом отвагу и геройство; А. Ф. Кононов за образцовое выполнение боевых заданий командования на фронте борьбы с немецкими захватчиками и проявленные при этом мужество и героизм.
Скульптору М. П. Крамскому близка тема войны — он сам ветеран Великой Отечественной войны, участник обороны Ленинграда.
Педагог и художник Елена Воропаева — дочь одного из исполнителей художественно-технических работ, Юрия Михайловича Воропаева (1931—1980), вспоминает: 

«Я помню, как мы ходили на место строительство памятника к Главной проходной ВМЗ, где тогда на большой площади было много лесов, построенных вокруг уже установленной фигуры солдата. Отец и художник Валентин Сергеевич Безбородов вдвоем делали чистовую чеканку листов, сварку и патинирование. Помню, как они выбивали буквы — фамилии солдат ВМЗ, на мраморе. Было удивительное впечатление, полное торжественности и пафоса, оттого, что делалось здесь что-то значительное, величественное. Мы же были воспитаны патриотетчески и я гордилась не просто тому, что делает этот памятник отец, а то, что он делает работу, посвященную погибшим солдатам. Было мне тогда 10 лет, но ощущение значимости от вершившегося, сохранилось до сих пор. Тогда отец и Валентин Сергеевич очень сблизились и стали дружить»— .

## Реставрация
В 2005 году памятник передан в ведение Нижнетагильского музея изобразительных искусств.
В 2007 году по решению Художественно-экспертного Совета при Отделе городской скульптуры НТМИИ по переоблицовке постамента памятника серым гранитом, ООО «Каменная слобода» подготовила к работе (полировка, снятие фаски, высечка фамилий погибших) плиты серого гранита Мансуровского месторождения. В июле-августе 2008 года ООО «Строй-Линк» были выполнены работы по переоблицовке постамента.
Следующие косметические ремонты произведены в 2016 и 2019 годах.

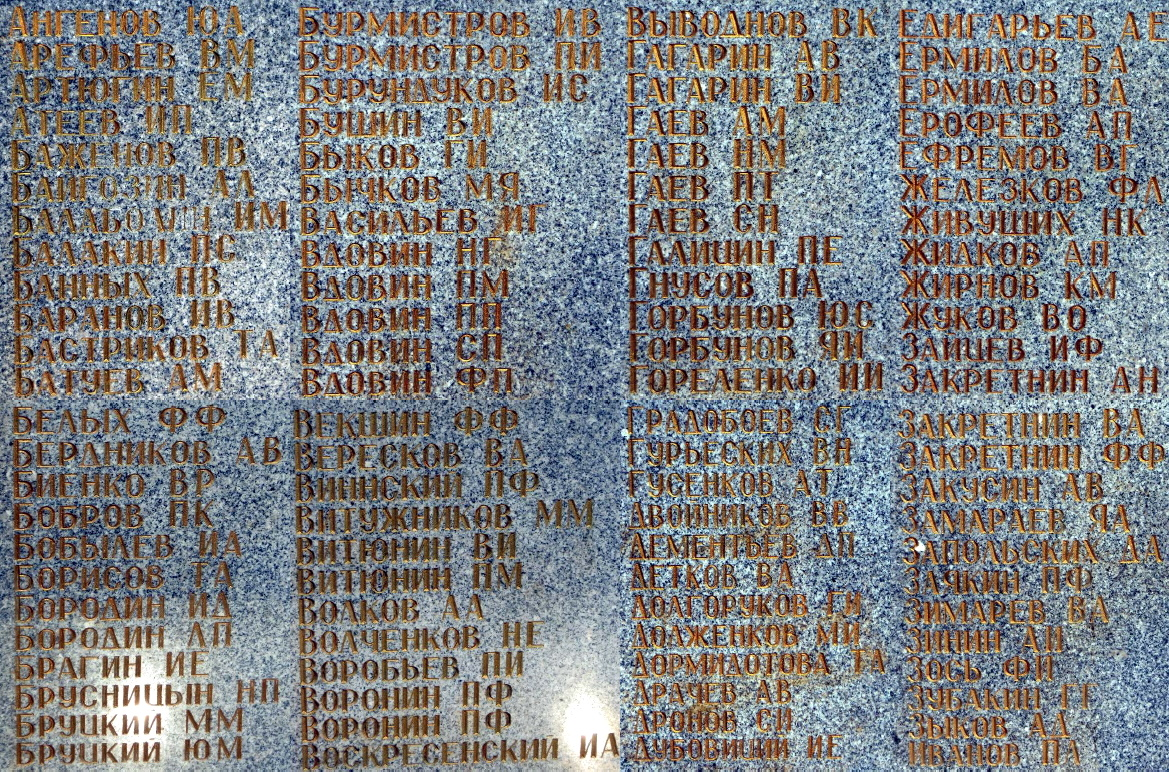
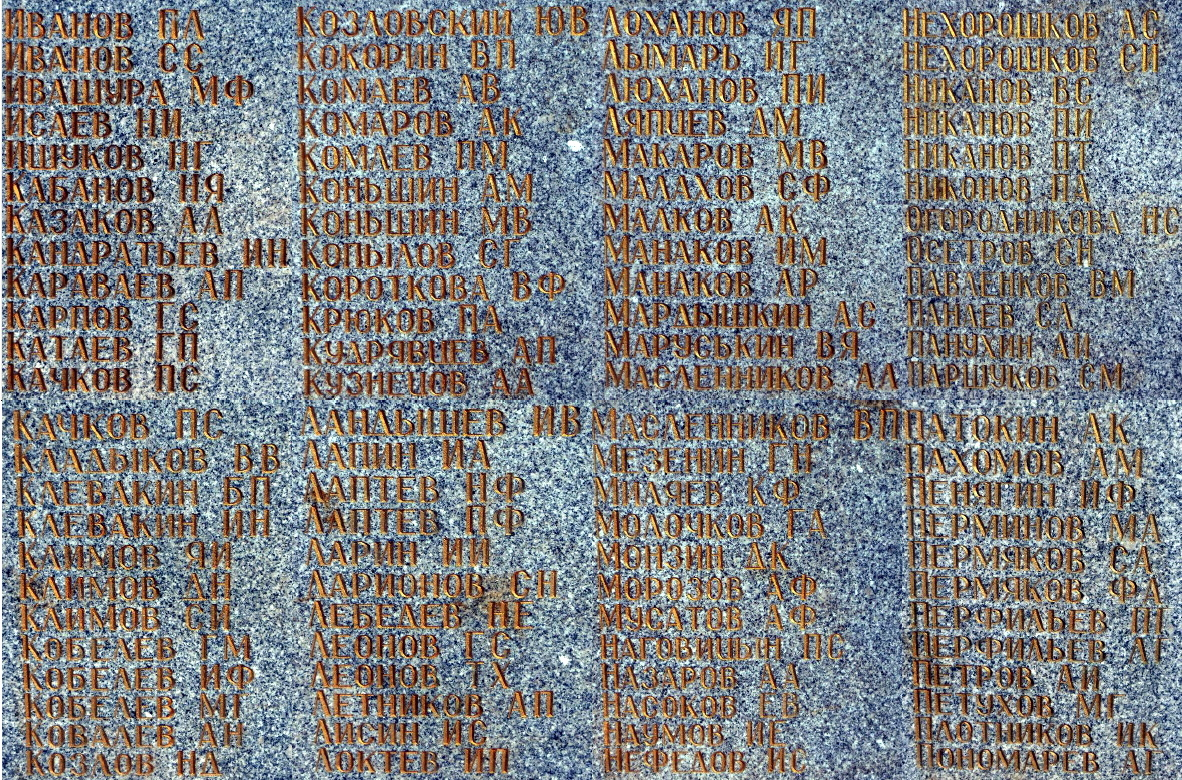
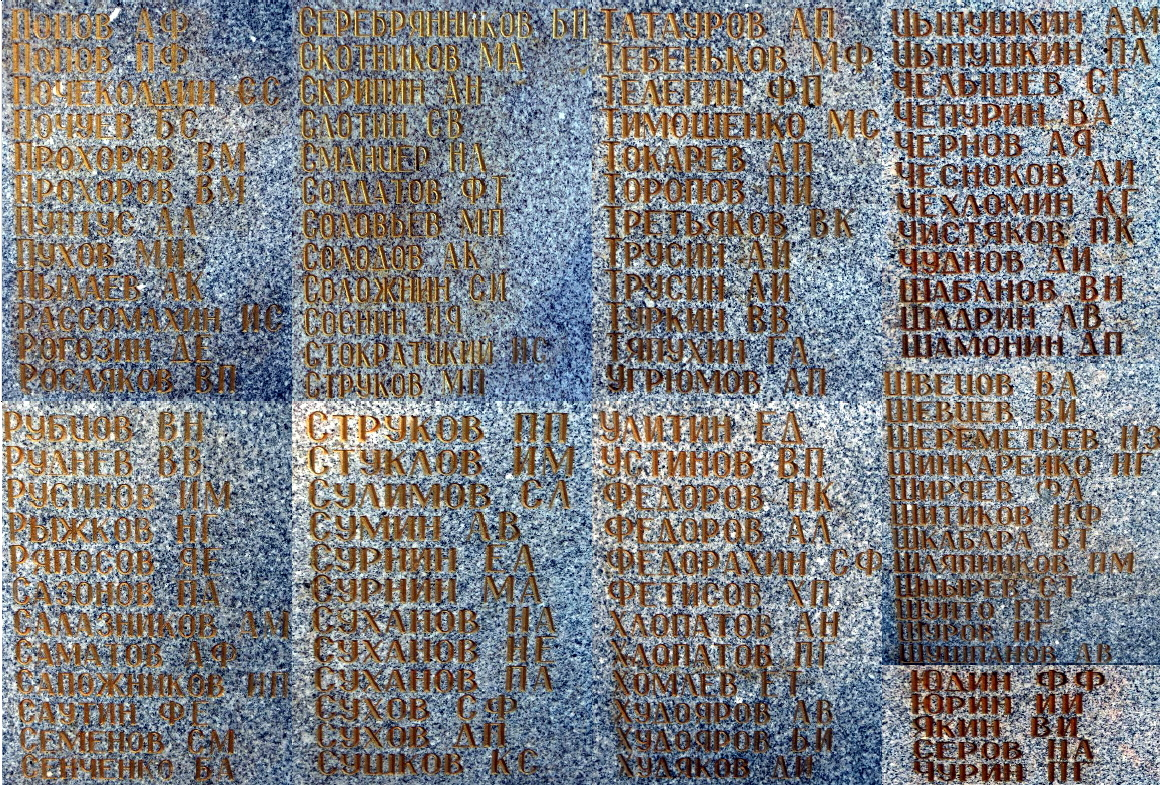